# 马来西亚人民力量党
马来西亚人民力量党，简称MMSP，是代表马来西亚印度裔的一个马来西亚政党。是由为维护兴都教印度裔的权益与传统的非政府组织兴权会分离出来的一个政党，但与兴权会并无联系。该党是由不满意权兴会的成员建立，并且模仿该组织的口号「人民力量」（மக்கள்சக்தி/ Makkal Sakti）作为政党名称。
人民力量党的政治立场是亲国阵，虽然不是国阵的正式成员，但与国阵保持着友好关系，并希望加入该联盟。2018年马来西亚大选后，国阵阵营引发退党潮，人民力量党选择继续支持国阵。
人民力量党要求在第15届全国大选上阵3国5州的议席。

## 历届大选成绩
| 大选 | 当选议席数量 | 参选议席数量 | 总得票 | 得票率 | 选举结果            | 领袖     |
| ---- | ------------ | ------------ | ------ | ------ | ------------------- | -------- |
| 2022 | 0 / 222      | 1            | 10,660 | 0.07%  | 无代表 （国阵之友） | 达能迪仁 |